# Pseuduvaria latifolia
Pseuduvaria latifolia là loài thực vật có hoa thuộc họ Na. Loài này được Carl Ludwig Blume miêu tả khoa học đầu tiên năm 1830 dưới danh pháp Bocagea latifolia. Năm 1963 Reinier Cornelis Bakhuizen van den Brink chuyển nó sang chi Pseuduvaria.

## Phân bố
Loài này có ở đảo Java, Indonesia.